# 横井忠道
横井 忠道（よこい ただみち、1893年（明治26年）4月19日 - 1961年（昭和36年）11月18日）は、大日本帝国陸軍軍人。最終階級は陸軍少将。

## 経歴
1893年（明治26年）に東京府で生まれた。陸軍士官学校第25期卒業。1938年（昭和13年）4月にハイラル特務機関長に就任し、1939年（昭和14年）3月9日に陸軍歩兵大佐に進級。11月27日に留守第11師団司令部附となり、1940年（昭和15年）6月に近衛歩兵第3連隊補充隊長に就任した。1942年（昭和17年）4月に歩兵第109連隊長（第13軍・第116師団・歩兵第20旅団）に就任し、日中戦争に出動。安慶に駐屯して同地の守備に就いた。その後留守近衛第2師団司令部附を経て、1943年（昭和18年）6月28日に高知連隊区司令官に就任した。
1945年（昭和20年）3月31日に高知地区司令部部員となり、5月23日に編制された独立混成第121旅団（第2総軍・第15方面軍・第55軍）の旅団長に6月1日に就任し、6月10日に陸軍少将に進級した。同旅団は徳島県勝浦で本土決戦に備え、終戦を迎えた。
1947年（昭和22年）11月28日、公職追放仮指定を受けた。